# Сенегал (річка)
Сенега́л, Сенеґа́л (фр. Sénégal) — річка у Західній Африці, в межах Гвінеї, Малі і на кордоні Мавританії та Сенегалу.
Довжина річки Сенегал — 1430 км, площа басейну — 441 000 км² (існують інші дані, в залежності від того, де починають рахувати витік).
Сенегал бере свій початок на плато Фута-Джалон (де має назву Ба́фінґ), після злиття з річкою Бако́й одержує назву Сенегал. У верхів'ї річка — порожиста, нижче має рівнинний характер. Нижня течія Сенегалу є природним кордоном між Сенегалом і Мавританією. Впадає в Атлантичний океан, утворюючи дельту площею бл. 1500 км²; у гирлі — бар.

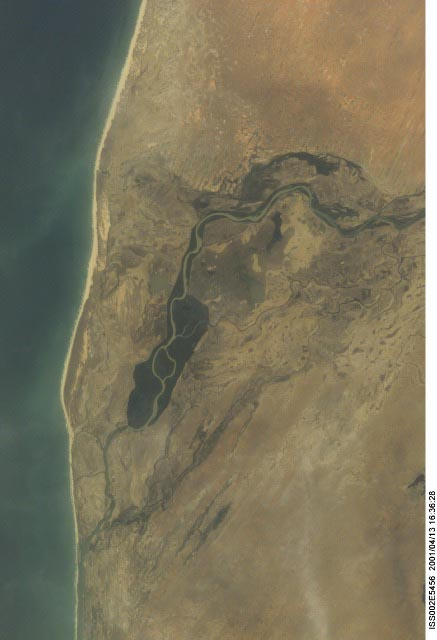
Фотографія з супутника NASA басейну річки Сенегал

Живлення Сенегалу переважно дощове. Головні притоки: Фалем, Каракоро і Горгол.
Характерні коливання витрат води — від 5 000 м³/с у дощовий період до 5 м³/с у посушливий.
Під час сезону дощів Сенегал стає судноплавним — до міста Каєс. По всій течії Сенегалу активним є рибальство. В естуарії розташоване сенегальське портове місто Сен-Луї.
З 1972 року на основі міждержавної угоди Малі, Сенегалу та Мавританії здійснюються заходи з врегулювання стоку Сенегалу та комплексному використанню його вод, зокрема для спільного управління басейном трьома названими державами створено Організацію з вимірювання і оцінки річки Сенегал (фр. Organisation pour la mise en valeur du fleuve Sénégal). З 2005 року до Організації долучилась Гвінея.

## Каскад ГЕС
На річці розташовані ГЕС: ГЕС Гуїна (будується), ГЕС Felou.